# 新韓国党
新韓国党（しんかんこくとう）とは、韓国にかつて存在した保守政党。
1990年、第五共和国時代からの政権与党だった民主正義党（以下、民正党）と、野党だった統一民主党（以下、民主党）及び新民主共和党（以下、共和党）の三党が合同（「三党合同」）して発足し、盧泰愚（第六共和国）と金泳三政権（文民政権）における与党を務めた。統合時の名称は民主自由党（みんしゅじゆうとう、略称は民自党）だったが、1995年に新韓国党に変更された。 
現在の韓国政治における保守勢力の本流となった政党であり、後に朴槿恵政権（2013年2月25日～2017年3月10日）時代に与党だった自由韓国党や、尹錫悦政権（2022年5月10日～）の与党である国民の力の源流の一つとなっている。

## 概説

### 背景
民自党の結成理由として、3党共同宣言文の中で①これまでの4党体制では内外の挑戦に効率的に対処し、国の明るい未来を開拓することが出来ない。②経済的危機と当面する国家的課題を効率的に解決し、民主主義発展の課題を完遂するためには、広範な国民的支持基盤の上に立った新しい政治構造をもたなければならない、③今は統一祖国の将来を見越し、民族統合に備える政治体を構築しないければならない、④以上このような時代的要請にこたえるため、我々は中道民主勢力の大同団結で大きな国民政党を誕生させ、政治的安定の上に新しい政治秩序を確立していくようにした事を挙げた。
現実には、民正党は盧泰愚政権発足直後の1988年4月に行われた総選挙の結果、過半数を大きく割り込み、野党が院内多数派を占めた結果、国会での主導権を野党側に奪われていた上に党の支持率が上がらず次の選挙を戦えないという危機感があったこと、民主党は野党第1党の座を平民党に奪われ、次の大統領選挙における金泳三の立場が危うくなるとの判断が、共和党は野党第3党で活躍の場を制約されていた、という3者それぞれの思惑が指摘される。

### 民主自由党時代（1990～1995）

民主自由党時代のロゴ（1990年）

盧泰愚大統領は民主党の金泳三、平和民主党（以下、平民党）の金大中、共和党の金鍾泌と個別会談（1990年1月11日～13日）を行った結果、金泳三と金鍾泌と党合同をすることに合意した。そして1990年1月22日に民正・民主・共和3党の合同を宣言、2月9日に合党大会を開催して民主自由党が正式に発足した。
｢世界秩序の再編の中で、多くの国々が自己改革の本流の中に置かれて現実は、我々の政治が創造的改革によって新しく生まれ変わることを要求しており、清新な国民政党の登場こそこのような要求に呼応する道であることを固く信ずる」と宣言し、五項目からなる綱領を採択した。5月9日に全党大会を開催、総裁に盧泰愚、代表最高委員に金泳三を選出した。1992年の大統領選挙では、党内における主導権を確保した旧・民主党の金泳三代表最高委員を候補者として擁立し、民主党の金大中候補に200万票近くの大差をつけて当選することができた。しかし、結党当初から旧党派間での主導権争いが絶えず、忠清道を地盤とする金鍾泌は1995年2月に民自党を脱党して翌3月に自由民主連合（自民連）を結成した。前総裁でもある盧泰愚前大統領が秘密政治資金問題で逮捕されたことで悪化した党のイメージを刷新 するために、同年12月に党名を「新韓国党」へ改称した。

### 新韓国党時代（1995～1997）
1995年12月6日、金泳三政権（1993～1998）の与党であった民主自由党 が党名改称するかたちで発足したが、背景には盧泰愚前大統領の秘密資金疑惑問題で傷ついた党のイメージを刷新する目的があった。
1996年4月の第15代国会議員総選挙では、野党が強い地域とされていたソウル特別市で第一党になるなど善戦した。翌1997年11月21日、金大中の結成した新政治国民会議に対抗して趙淳（初代民選ソウル市長）が率いていた民主党と合同して「ハンナラ党」を創党、現在に至っている。

## 批判
「三党合同」による民自党結成に対し、合同の動きから疎外 された形となった平民党の金大中総裁は｢3党合同は代議政治に対するクーデターである｣と猛烈に批判して対決姿勢を強めた。また全国民族民主運動連合（全民連）などの在野勢力も｢民主勢力を弾圧するために国民を欺瞞する政治的野合である｣と3党合同を非難した。　

## 綱領
1. 成熟した民主政治具現
2. 持続的な経済成長、福祉経済の実現
3. 共同体社会の保障
4. 教育の自立性と機会均等の保障、民族文化の発展
5. 平和的民主統一と自主的外交努力

出典：金容権編著『朝鮮韓国近現代史事典』（日本評論社）581頁

## 歴史
- 1990年
  - 1月22日：民主正義党・統一民主党・新民主共和党が合同を宣言
  - 2月9日：合党大会、民主自由党が正式に発足
  - 2月15日：中央選挙管理委員会に政党登録される。
  - 5月9日：全党大会、総裁に盧泰愚、代表最高委員に金泳三を選出。
- 1991年
  - 6月20日：道・特別市・直轄市の議会議員選挙。総議席数866議席中564議席を獲得し、圧勝。
- 1992年
  - 3月24日：第14代国会議員選挙。改選時議席を大幅に下回り過半数を割り込む149議席に留まり、敗北（後に無所属議員を入党させて過半数を確保）
  - 5月19日：党大会代議員投票で、金泳三代表最高委員を同党大統領候補に選出。総裁には盧泰愚が再選。
  - 8月25日：盧泰愚、党総裁を辞任
  - 8月28日：新総裁に金泳三大統領候補を選出。盧泰愚は名誉総裁に。
  - 12月14日：大統領選挙、金泳三候補が金大中候補（民主党）を大差で抑えて当選を果たす。
- 1995年
  - 6月27日：第1回全国同時地方選挙。ソウル特別市市長選挙で民主党に敗れるなど敗北。
  - 12月6日：党名を「新韓国党」に改称。

## 党勢の推移

### 大統領選挙
| 年月日         | 大統領選挙               | 候補者 | 得票数    | 得票率 | 当落 |
| -------------- | ------------------------ | ------ | --------- | ------ | ---- |
| 1992年12月18日 | 1992年大韓民国大統領選挙 | 金泳三 | 9,977,332 | 41.4％ | 当選 |

### 総選挙
| 年月日        | 代           | 議席数 （地域区+全国区） | 得票率 |
| ------------- | ------------ | ------------------------ | ------ |
| 1992年3月24日 | 第14代総選挙 | 149 （116＋33）          | 38.5％ |
| 1996年4月11日 | 第15代総選挙 | 139 （121＋18）          | 34.5%  |

## 参考資料
- 韓国史編纂委員会　金容権編著『朝鮮韓国近現代史事典』日本評論社
- 野副伸一「「総体的難局」下の政治・経済・社会 : 1990年の韓国」『アジア動向年報 1991年版』、アジア経済研究所、1991年、19-56頁、doi:10.20561/00038944、hdl:2344/00002123、ISBN 9784258010912。「ZAD199100_003」
- 石崎菜生「大統領選挙で金泳三が当選 : 1992年の韓国」『アジア動向年報 1993年版』、アジア経済研究所、1993年、9-40頁、doi:10.20561/00038891、hdl:2344/00002173、ISBN 9784258010936。「ZAD199300_003」